# Albert Waddington
Charles Albert Pendrell Waddington (* 23. Dezember 1861 in Straßburg; † 17. Februar 1926 in Lyon) war ein französischer Historiker.
Waddington war ein Sohn des französischen Philosophen Charles-Pendrell Waddington und der Marie Denis sowie ein Bruder von Louise Waddington, der Gemahlin des französischen Politikers Maurice Sibille. Seine in Paris betriebenen Studien vollendete er in Deutschland. 1886 wurde er Konferenzleiter, 1888 Doktor der Philosophie und 1896 ordentlicher Professor der Neueren Geschichte an der Universität Lyon. Er spezialisierte sich auf die Geschichte Preußens. Seit 1904 war er Korrespondent der Académie des sciences morales et politiques des Institut de France. 1920 erfolgte seine Ernennung zum Ritter der Ehrenlegion.
Waddington starb 1926 im Alter von 64 Jahren in Lyon und wurde auf dem Cimetière du Père-Lachaise in Paris beerdigt.

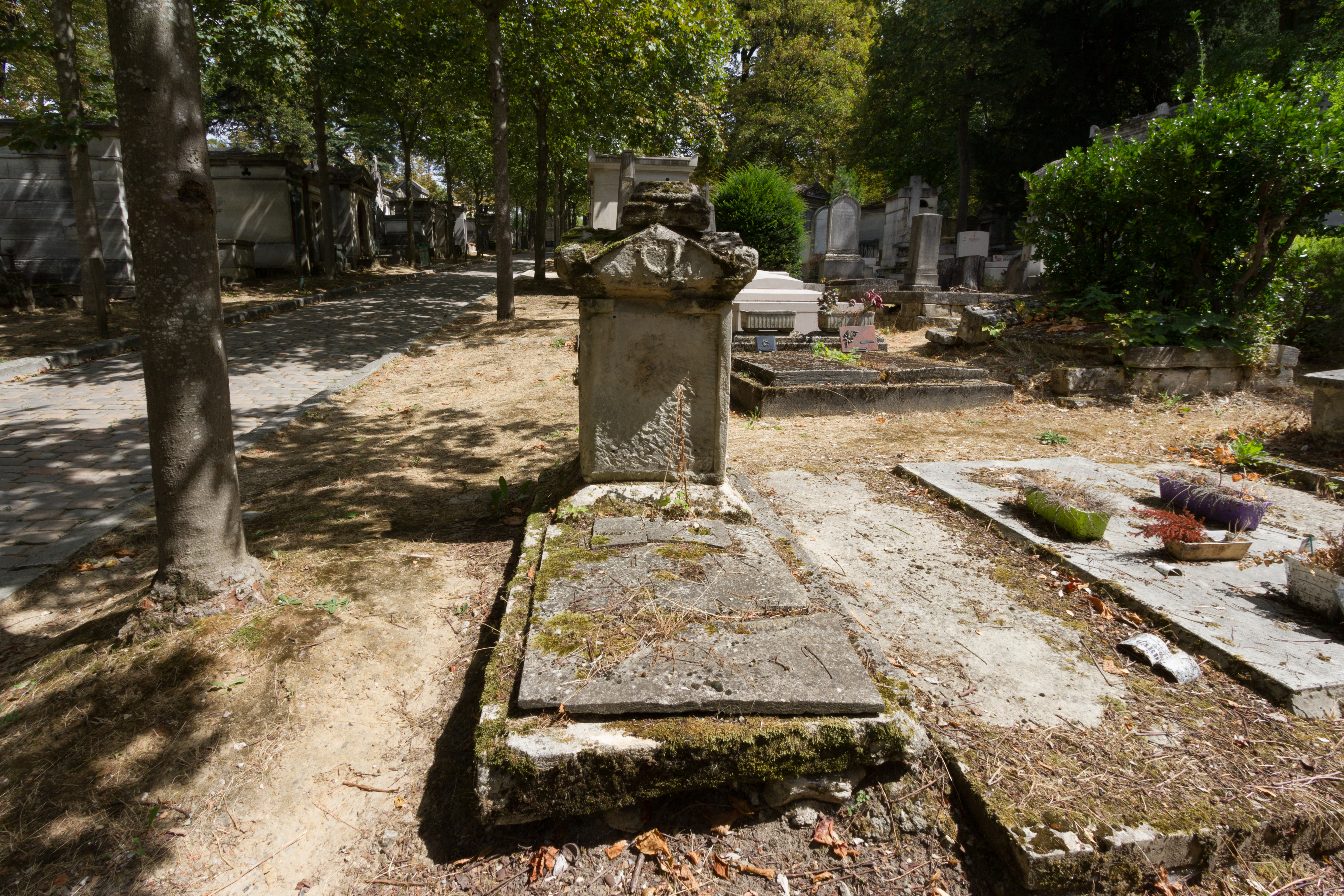
Grab von Albert Waddington auf dem Cimetière du Père-Lachaise in Paris

## Werke
- L’acquisition de la couronne royale de Prusse par les Hohenzollern, Dissertation, Paris 1888
- De Huberti Languet vita, Paris 1888
- La France et les protestants allemands sous Charles IX et Henri III. Hubert Languet et Gaspard de Schomberg, 1890
- La République des Provinces-Unies en 1630, 1893
- Une intrigue secrète sous Louis XIII. Visées de Richelieu sur la principauté d’Orange (1625–1630), 1895
- La République des Provinces-Unies, la France et les Pays-Bas espagnols, de 1630 à 1650, 2 Bände, Paris 1895–97
- Prusse 1648–1789, = 16. Band des Recueil des instructions données aux ambassadeurs et ministres de France, Paris 1901
- Le Grand électeur, Frédéric Guillaume de Brandebourg. Sa politique extérieure (1640–1688), 2 Bände, Paris 1905–1908
- Histoire de Prusse, 2 Bände, 1911–22